# 상무원 장관

상무원 장관(President of the Board of Trade)은 상무원의 장관이다. 영국 추밀원 (영국)의 위원회로, 17세기에 임시 조사 위원회로 처음 설립되었으며, 점차 다양한 기능을 갖춘 정부 부서로 발전했다. 현재 직책의 소유자는 조나단 레이놀즈(Jonathan Reynolds)이며 동시에 비즈니스 및 무역 담당 국무장관이다.